# Willa Theodora Sixta w Bielsku-Białej
Willa Theodora Sixta – budynek położony w Bielsku-Białej na Dolnym Przedmieściu przy ulicy Adama Mickiewicza 24. Wzniesiony został w 1883 roku w stylu neorenesansowym według projektu Carla Korna jako willa przedsiębiorcy Theodora Sixta (1834–1897). Od roku 2020 jest użytkowany przez Galerię Bielską BWA oraz Miejski Ośrodek Opieki Społecznej.

## Historia

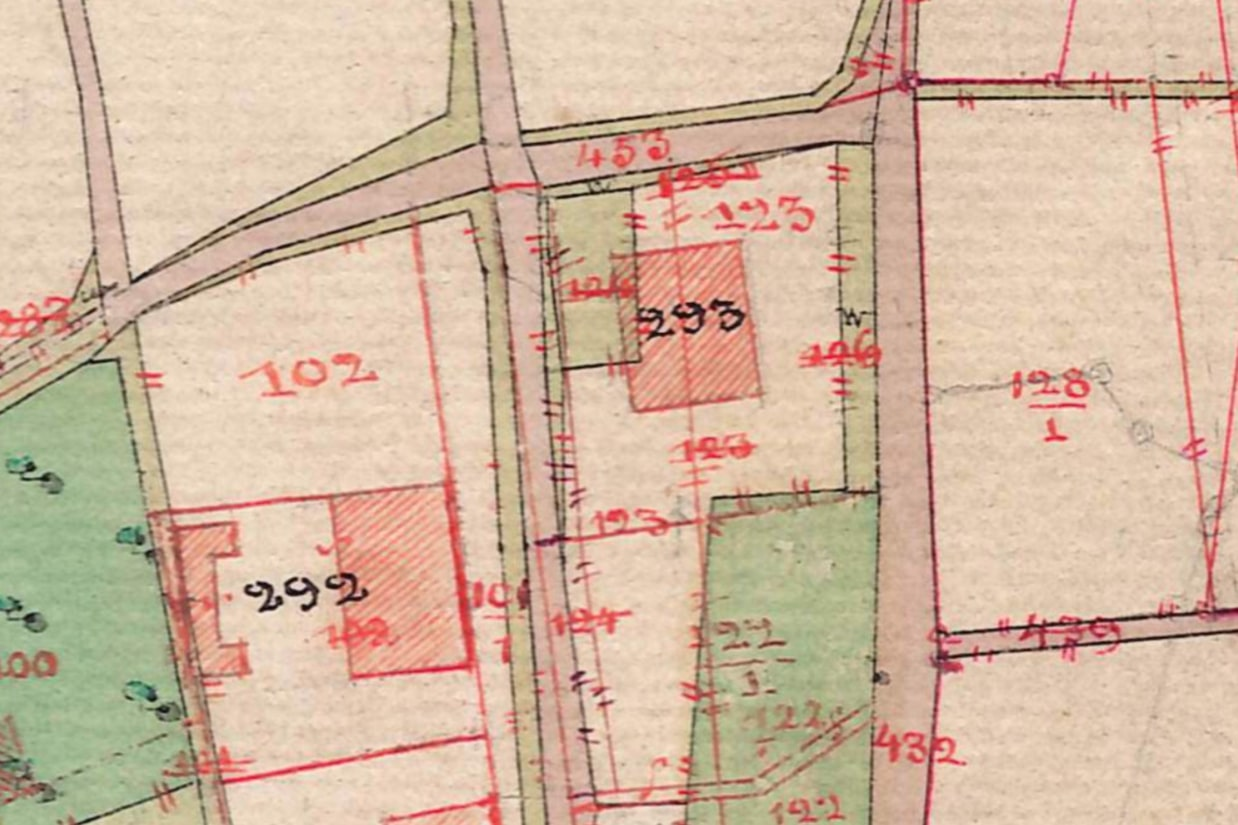
Willa Sixta (nr 293) jako nowy budynek naniesiona na mapę katastralną Bielska

Willa powstała w 1883 roku dla przedsiębiorcy i filantropa Theodora Karla Sixta oraz jego żony, Johanne Emilie z domu Weich. Autorem projektu był Carl Korn, czołowy bielski architekt tego okresu, którego dom własny w formie neorenesansowego pałacu miejskiego powstawał równolegle po drugiej stronie ulicy (obecny adres: Mickiewicza 21). Jako inspiracja dla willi Sixta wymieniana jest Villa Wartholtz w Reichenau an der Rax, rezydencja arcyksięcia Karola Ludwika.

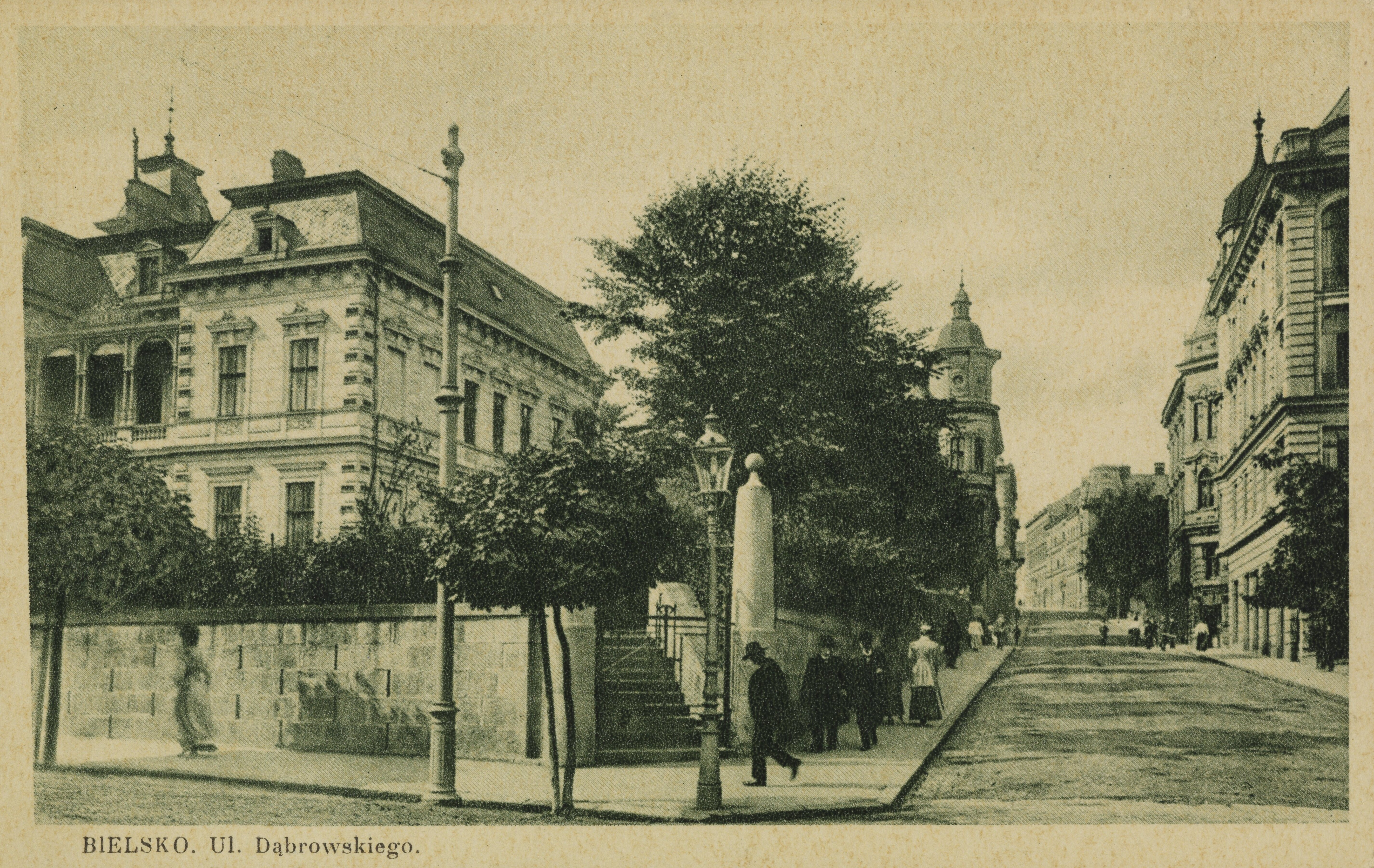
Willa (po lewej) w okresie międzywojennym

W 1887 roku Johanne zmarła. Dwa lata później do willi wprowadziła się druga żona Sixta, 21-letnia wówczas Anne Marianne z domu Zipser. Theodor Sixt zmarł bezpotomnie w 1897 roku. Swój dom zapisał w testamencie miastu Bielsku z zastrzeżeniem, że nie może być sprzedana i ma być zawsze określana jako „willa Sixta”. Żonie zezwolił na pozostanie w willi tylko do czasu ponownego zamążpójścia. Gdy to w 1904 roku nastąpiło, władze miejskie przejęły obiekt i wynajęły go fabrykantowi i lokalnemu politykowi, Gustavowi Josephy’emu. Mieszkał on tu wraz z żoną i piątką dzieci do swej śmierci w roku 1918, prowadził też jako deputowany do Sejmu Krajowego w Opawie biuro poselskie. Później willa mieściła prokuraturę i kancelarie adwokackie, a w latach 30. mieszkał w niej burmistrz Wiktor Przybyła. Projekt adaptacji wnętrz na potrzeby rodziny Josephy’ego przygotowała wiedeńska pracownia Alexandra Neumanna, plany przebudowy z 1935 pochodzą z bielskiego biura spadkobierców Carla Korna.

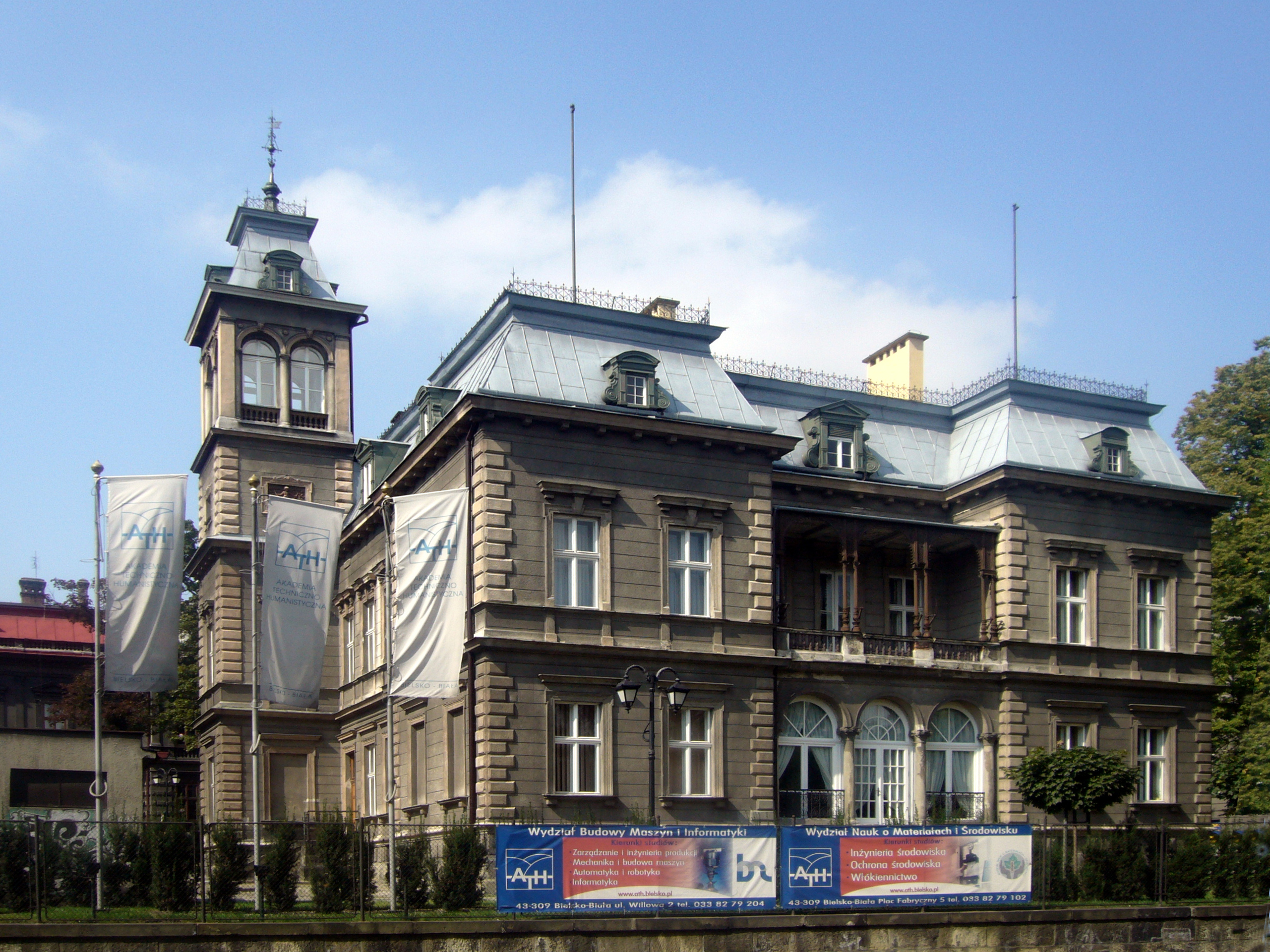
Willa jako rektorat ATH (2008)

Po II wojnie światowej willa pełniła różne funkcje publiczne, a wnętrza podlegały dalszym przekształceniom. Mieściły się tu m.in. biura Wojewódzkiego Konserwatora Zabytków, Wydział Kultury i Sztuki bielskiego magistratu oraz Galeria Fotografii B&B. W latach 2002–2012 służyła jako rektorat Akademii Techniczno-Humanistycznej. Decyzją z dnia 15 września 1994 willę wpisano do rejestru zabytków. W 2003 roku dobudowano nowe wejście główne w postaci wysuniętego ryzalitu z tarasem na dachu i potrójnymi drzwiami przy zachowaniu stylistyki analogicznej do reszty obiektu. W 2009 roku przed wejściem umieszczono rzeźbę „Kompas dla Bielska-Białej” autorstwa Sławomira Brzoski.
W latach 2017–2020 zrealizowany został – dofinansowany w ramach unijnego projektu Rewitalizacja Willi Teodora Sixta w Bielsku-Białej – remont generalny budynku pod kierunkiem Stanisława Niemczyka. Po jego zakończeniu uzyskał on nowe, dwojakie przeznaczenie. Kilka pomieszczeń w południowej części i na I piętrze użytkuje Miejski Ośrodek Pomocy Społecznej, który prowadzi tu klub seniora i dalszą działalność z zakresu aktywizacji społecznej. W pozostałych z kolei – włącznie z tzw. salą rautową na parterze – ma swoją drugą siedzibę Galeria Bielska BWA. Prezentowana jest tu m.in. ekspozycja stała wybranych prac z kolekcji sztuki współczesnej.

## Architektura
Willa usytuowana jest w obrębie niewielkiej narożnej działki pomiędzy ulicami Adama Mickiewicza, Jarosława Dąbrowskiego i 3 Maja. Z pierwotnego ogrodu zachował się starodrzew: dąb burgundzki, lipy, klony, a także miłorząb dwuklapowy, który ma status pomnika przyrody. W 2021 roku założony został przy willi ogród różany z pergolą. W południowo-wschodnim rogu działki znajduje się budynek dawnej wozowni.
Budynek murowany z cegły, na planie krótkiego prostokąta. Reprezentuje styl neorenesansowy. Ma dwie kondygnacje, bryła urozmaicona została narożnymi ryzalitami, dachem mansardowym, a także kwadratową wieżą w narożniku południowo-zachodnim zwieńczoną dachem czterospadowym z pinaklem. Elewacja frontowa została skierowana ku zachodowi, w stronę ulicy Mickiewicza. Jest dodatkowo zaakcentowana parterowym ryzalitem z potrójnym wejściem głównym w przyziemiu oraz umieszczonym na piętrze tarasem zamkniętym balustradą z balasami. W elewację wschodnią od strony ulicy 3 Maja wkomponowano dwukondygnacyjną trójarkadową loggię, murowaną na parterze i żeliwną na piętrze. Wszystkie elewacje są otynkowane, posiadają wyodrębnioną, boniowaną strefę cokołową, podziały horyzontalne w postaci gzymsów międzykondygnacyjnych i wieńczącego, a także ozdobne opaski i zwieńczenia otworów okiennych. Dekoracyjnym boniowaniem ozdobione są również naroża poszczególnych ryzalitów.
Układ wnętrz składa się z trzech traktów, kilkukrotnie przekształcanych w związku ze zmieniającą się funkcją obiektu. Na parterze znajduje się m.in. ulokowana centralnie sala z sufitem zdobionym fasetą i dekoracją płycinową. W narożniku południowo-zachodnim zlokalizowana jest dwubiegowa klatka schodowa z żeliwną balustradą. Na piętrze zachowała się sala kominkowa z sufitem dekorowanym sztukateriami.

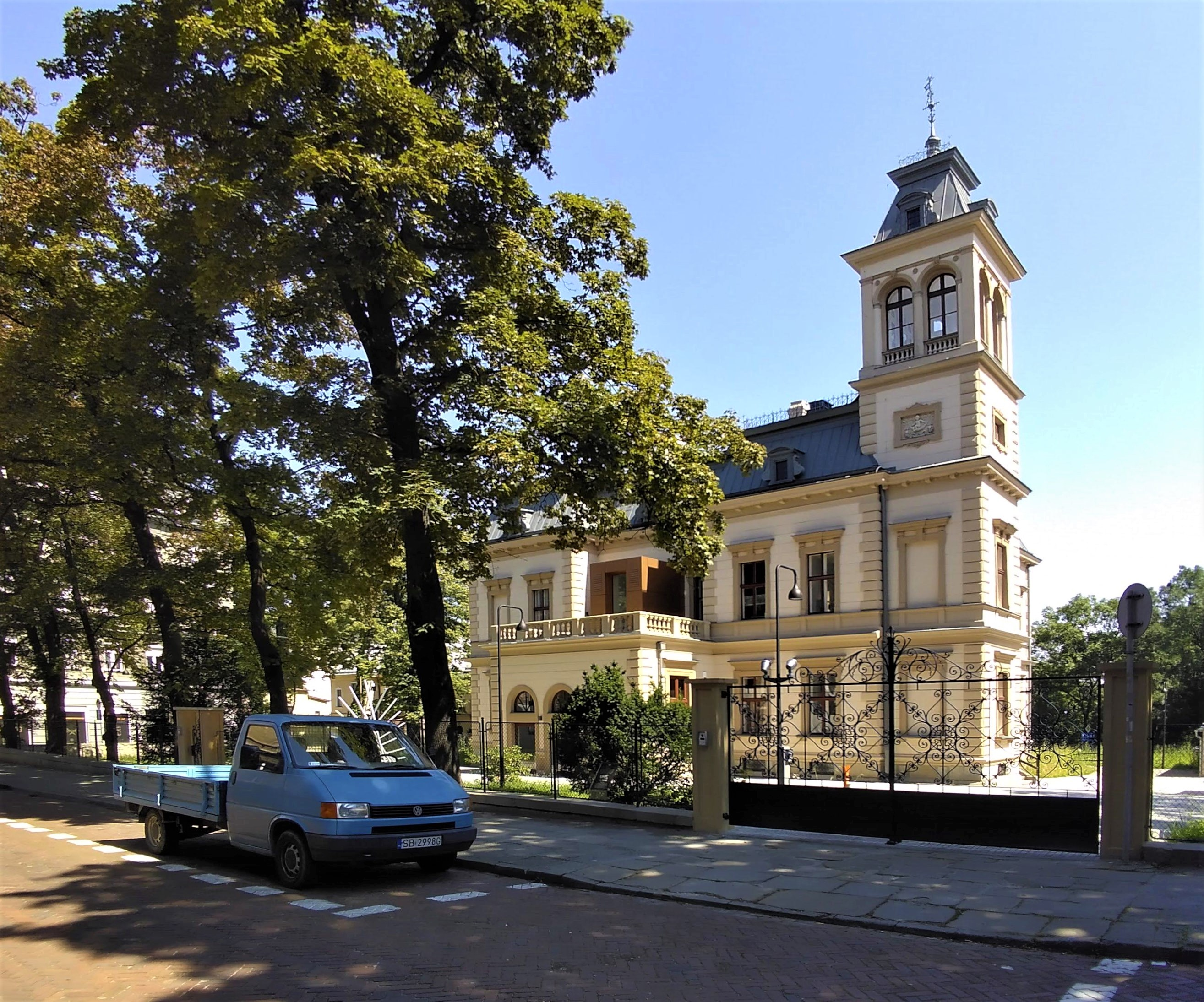
Willa od strony ulicy Mickiewicza
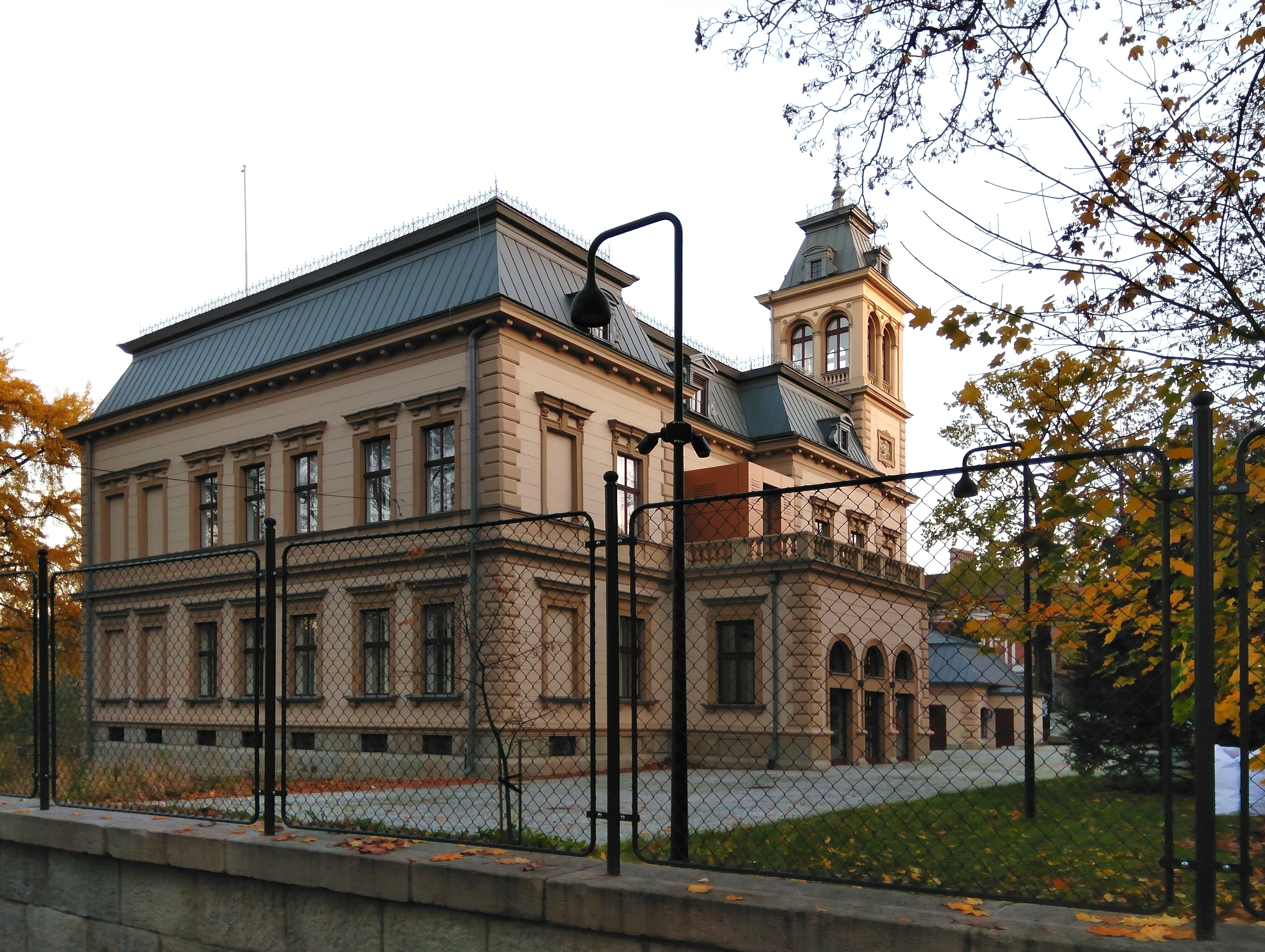
Willa od strony ulicy Dąbrowskiego
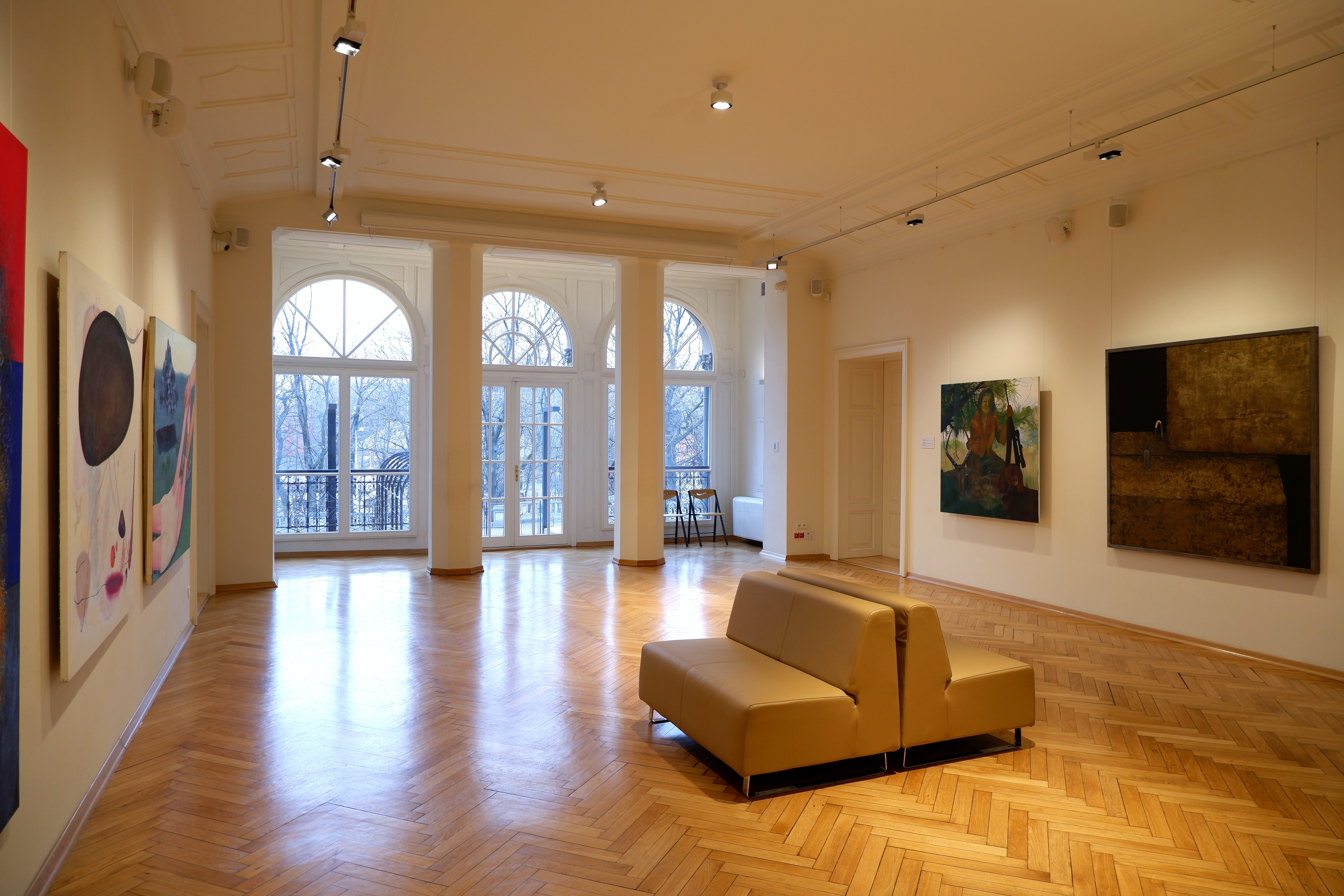
Wnętrza – ekspozycja Galerii Bielskiej BWA
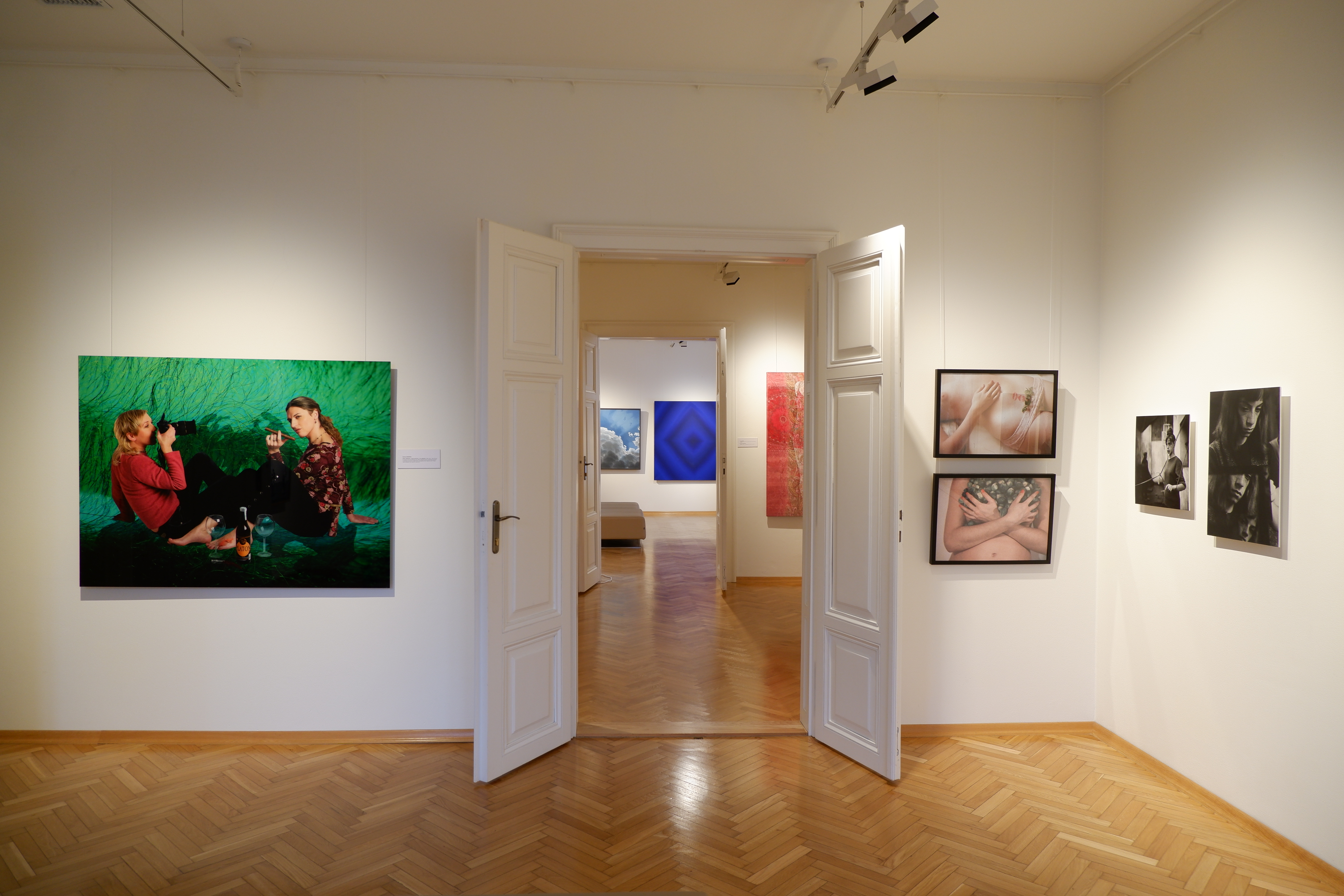
Wnętrza – ekspozycja Galerii Bielskiej BWA
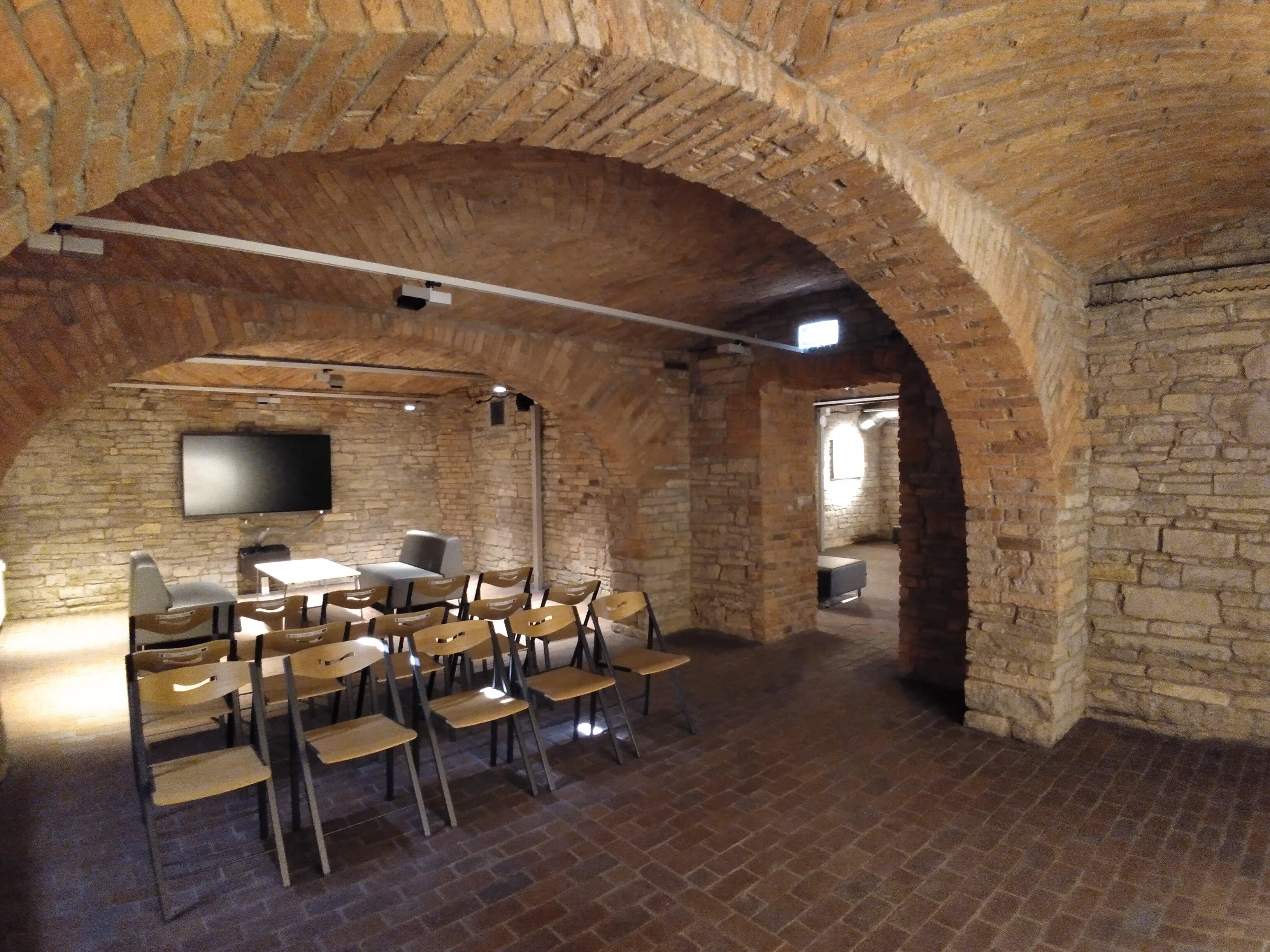
Zaadaptowane pomieszczenia piwniczne
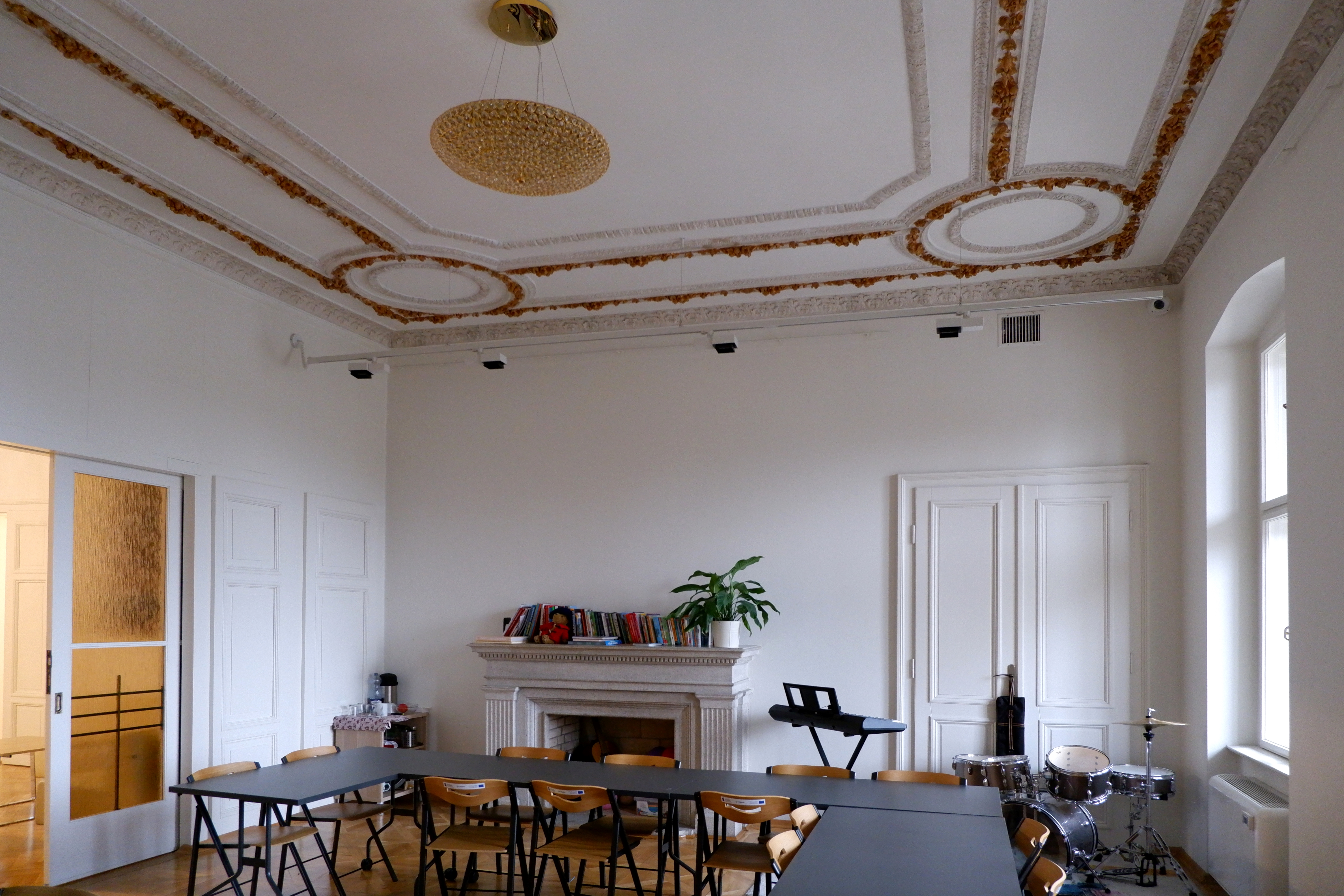
Sala na I piętrze wykorzystywana przez MOPS
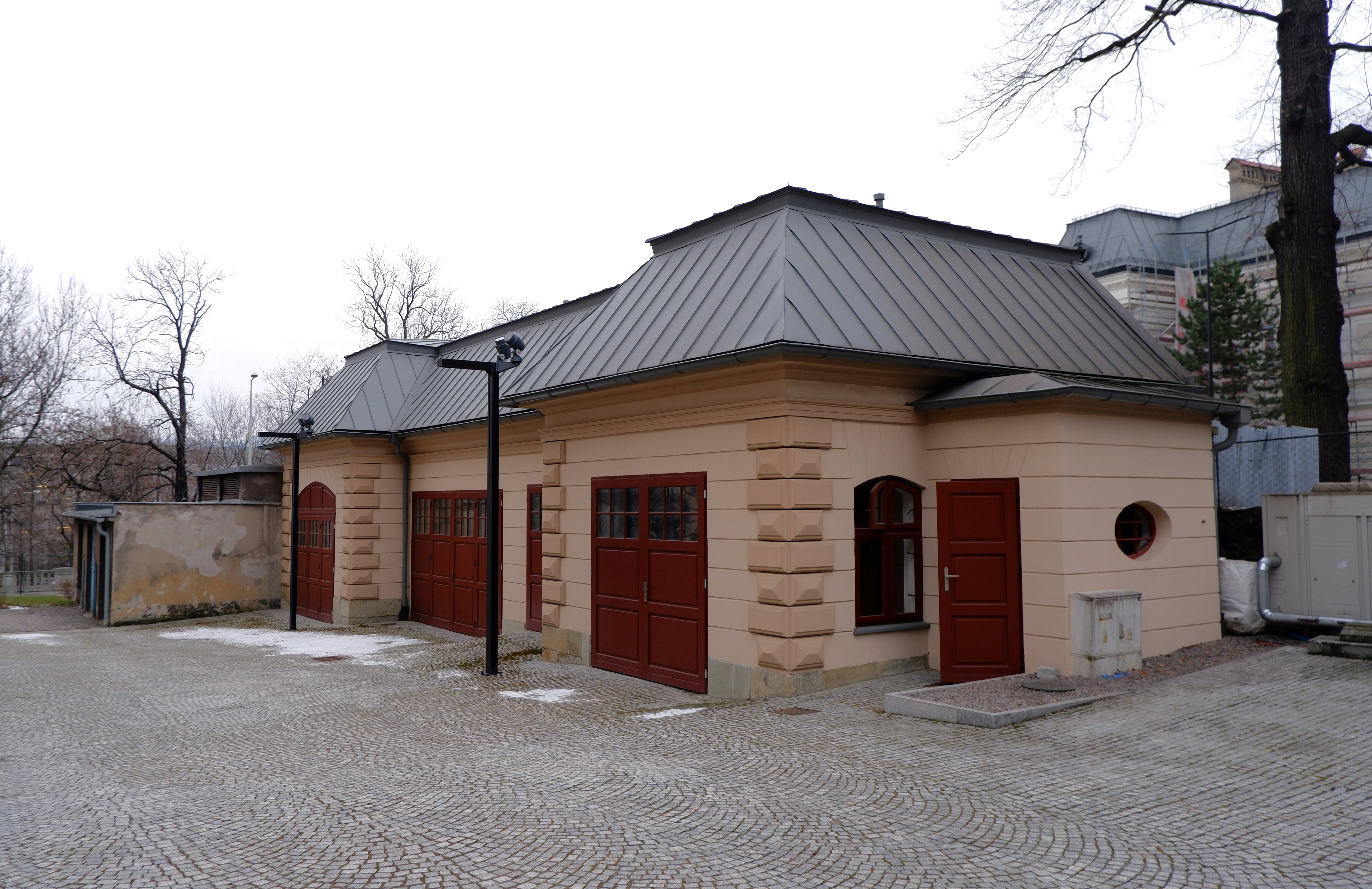
Dawna wozownia
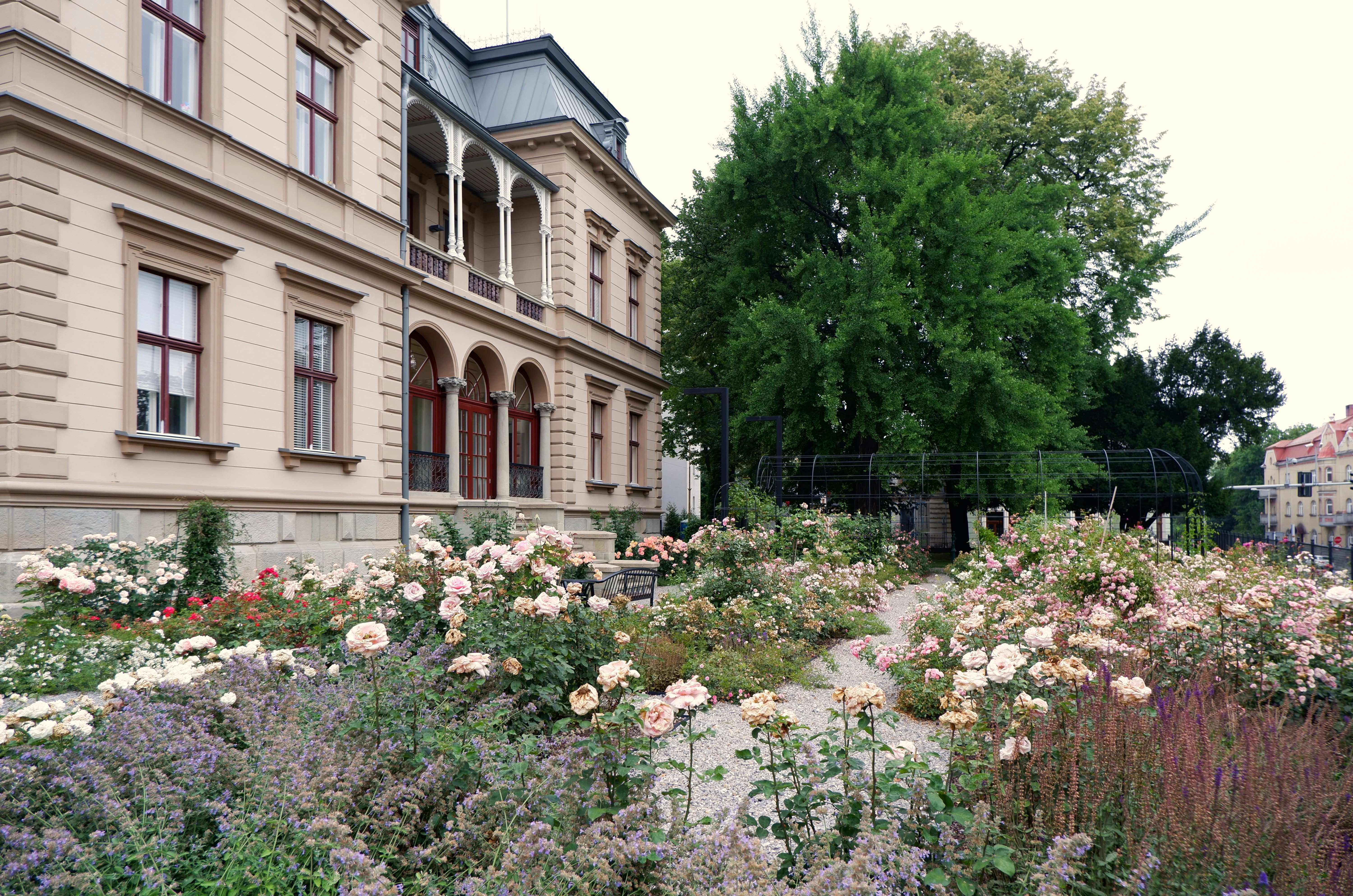
Ogród różany, w głębi pomnikowy miłorząb